# 이태원 살인사건 (영화)
"이태원 살인사건"은 2009년 개봉한 대한민국의 영화이다. 1997년 이태원에서 일어났던 햄버거 가게 살인 사건을 모티브로 하고 있다. OST로는 아웃사이더의 2집 앨범 수록곡인 City Hunter 와 Face Off를 썼고, 각각 노래에 뮤직비디오 또한 제작되어 화제가 되었다. 그리고 영화에서 배경으로 한 실제사건의 범인이 2011년 10월 10일에 체포되어 화제가 되고 있다.

## 주요 내용
1997년 4월 3일 이태원 햄버거 가게에서 실제로 일어난 살인 사건을 사건에 관련된 인물들의 증언 자료와 자료 조사, 검증을 영화화했다. 다만 인물, 구성, 묘사는 허구이며 내용은 다음과 같다.
중필이 햄버거 가게 화장실에서 목을 7번, 가슴을 두 번 찔려 사망한 채 발견되는 사건이 일어난다.
용의자는 CID (미 육군 범죄 수사 사령부)가 신병을 확보 한 피어슨과 아버지에게 도움을 받으며 출두한 알렉스. 검찰의 조사에 대해 피어슨은 알렉스가, 알렉스는 피어슨이 사람을 죽였다고 진술한다.
알렉스의 애매한 진술에 대해 피어슨의 진술은 구체적이고 신빙성이 높다. 피어슨에도 확실하게 검찰은 CID의 결론을 뒤집고 알렉스를 살인 혐의로 기소 피어슨 흉기 소지 및 증거 인멸 혐의로 기소한다.
재판이 시작 알렉스의 증언에 모순이 발견된다. 또한 알렉스에서 남자의 목을 찔러 들었다 친구가 증언대에 선다. 그리하여 알렉스에게 무기 징역형이 내려 피어슨은 1년에서 1년 반의 징역형이 내려진다. 그러나 상고 한 알렉스는 증거 불충분 무죄 판결을 받았다 피어슨 또한 사면에 의해 석방된다. 범인이 부재인 상황에 사건의 재판은 종결된다.

## 캐스팅
- 정진영 : 박 검사 역
- 장근석 : 피어슨 역
- 신승환 : 알렉스 역
- 오광록 : 김 변호사 역
- 고창석 : 알렉스 부 역
- 김중기 : 1심판사 역
- 선우 : 김 형사 역
- 송영창 : 부장검사 역
- 김민경 : 중필의 어머니 역
- 최일화 : 중필의 아버지 역
- 박수영 : 최 계장 역
- 송중기 : 조중필 역
- 김채은 : 은주 역
- 조성은 : 낸시 역
- 서지원 : 조 형사 역
- 이명옥 : 박 검사실 여직원 역
- 최효상 : 이 교수 역
- 박진영 : 장 변호사 역
- 이응재 : 법사무관 역
- 정동규 : 대법판사 역
- 정운선 : 중필 누나 역
- 정영섭 : 중필 매형 역
- 진경 : 박 검사 아내 역
- 이지오 : 박지오 역
- 박로사 :  박지선 역
- 피터 홀맨 : 마이클 역
- 로이벌 린 : 사라 셸리 역
- 조쉬 : 캐롯 데이빗 역
- 알렉스 : 제이크 역
- 제이슨 월러 : 바비 역
- 마일스 마일리 : 찰스 역
- 전수환 : 서 검사 역
- 백호영 : 거짓말탐지기 검사관 역
- 김경훈 : 검찰청 통역 역
- 김미희 : 알렉스 여자친구 역
- 김은경 : 햄버거 가게 종업원 역
- 심혜정 : 청소부 역
- 김미선 : 김 변호사실 여직원 역
- 안규민 : 교도관 역
- 한규남 : 어깨 역

## 피드백
새롭게 대중의 관심으로 영화 릴리스 이후, 한국 검찰은 살인자로 패터슨을 보여 사칭 DNA 증거를 발견한 후 사건을 재개. 에드워드 리는 이전에 패터슨은 1 심 동안 살인자 인 증언했다. 패터슨 2011년 5월 미국 당국에 의해 다시 체포 새로운 시도를 위해 한국에 범죄인 인도에 관한 캘리포니아 법원 청문회 갔다. 한국에 아서 패터슨의 범죄인 인도 승인과 인천 국제 공항, 9 월 2015년에 그의 도착과 남중했다.
이 영화로 인해 이 영화의 모태가 되었던 실제 사건을 재수사해달라는 여론이 일어났고 이 영화가 그리고 있는 사건의 진행 과정을 보면서 알렉스가 아니라 피어슨이 이 사건의 주범일 가능성이 부각되었다. 다만 사법 당국의 미숙한 대처와 미온적 태도는 반성해야 할 요소로 남아있다.